# Gilbert Motier de La Fayette
Gilbert (III.) Motier de La Fayette († 23. Februar wohl 1463), Seigneur de La Fayette etc., war Chevalier, Rat und Kammerherr des Dauphin und späteren französischen Königs Karl VII., sowie Marschall von Frankreich in der Zeit des Hundertjährigen Kriegs.

## Leben
Gilbert Motier ist der Sohn von Guillaume Motier, Seigneur de La Fayette et de Goutenoutouze, und Catherine Brin du Peschin, Dame de Pont-Gibault et de Hautefeuille. Er wurde im Haushalt von Herzog Louis II. de Bourbon erzogen und diente unter Marschall Boucicaut in Italien; bei seiner Rückkehr nach Frankreich nach dem Verlust Genuas 1409 wurde er vom Herzog (Louis II. de Bourbon starb 1410, sein Nachfolger war Jean I. de Bourbon) zu dessen Seneschall im Bourbonnais und dann zum Marschall in den Kriegen gegen die Engländer im Languedoc, wo Bourbon Lieutenant-général des Königs war, ernannt. Im Dienst Jean de Bourbons nahm La Fayette 1413 an der Eroberung von Soubise teil, 1414 an dem Turnier, das der Herzog in Paris ausrichtete, sowie 1415 an der Eroberung von Compiègne, und erhielt im gleichen Jahr vom König das Amt des Gouverneurs von Carlat und Rochefort.
Nachdem Gilbert Motier in den Dienst des Dauphin getreten war, ernannte dieser ihn am 13. Juni 1417 zum Bailli von Rouen und entsandte ihn in die Normandie, um Caen und Falaise gegen Heinrich V. von England zu verteidigen, was aber misslang. Ab 1. März 1418 war er für vier Monate Lieutenant und Capitaine-général im Lyonnais und Mâconnais, um Lyon vor den Angriffen von Johann Ohnefurcht, Herzog von Burgund, zu schützen. Er wurde Gouverneur und Kapitän des Château de Beaulieu, das er 1419 dem Feind wegnahm, ebenso wie mehrere Orte an der Rhône und die Burgen von Saint-Sulpice in der Sénechaussée Toulouse bzw. Millau in Rouergue. Am 24. Januar 1420 wurde er als „Chevalier, Conseiller et Chambellan du Dauphin de Viennois, regent le royaume“ bezeichnet. Vom 27. Mai 1420 bis zum 1. Oktober 1420 war er Gouverneur der Dauphiné.
Gilbert Motier war Oberbefehlshaber des französischen Kontingents in der Schlacht von Baugé (22. März 1421), in der Thomas of Lancaster, 1. Duke of Clarence getötet wurde, und wurde im gleichen Jahr zum Marschall von Frankreich ernannt. 1422 schlug er eine burgundische Truppe unter dem Kommando des Seigneur de Rochebaron. Als er 1423 in der Auvergne war, bekam er den Befehl, alle Orte zu besetzen, die von Truppen des Sire de la Trémoille gehalten wurden und die die Provinz verwüsteten. Er schlug die Engländer bei Bourges und geriet in der Schlacht von Verneuil (17. August 1424) in Gefangenschaft. Nach seiner Freilassung schickte der König ihn 1425 in die Touraine und das Vendômois.
1429 kämpfte er bei der Belagerung von Orléans und in der Schlacht bei Patay (18. Juni), und zählt somit zu den Waffengefährten Jeanne d’Arcs. An der Krönung Karl VII. (17. Juli 1429) nahm er ebenfalls teil.
In der Schlacht von Gerberoy (9. Mai 1435) gelang ihm die Gefangennahme des englischen Oberbefehlshabers John FitzAlan, 14. Earl of Arundel, der kurze Zeit später, am 12. Juni 1435, seinen Verwundungen erlag. Gilbert Motier gehörte zu den Verhandlern und Unterzeichnern (21. September 1435) des Vertrags von Arras. Am 3. Mai 1439 wurde er zum Seneschall von Beaucaire und Nîmes ernannt. Im Juni 1439 erhielt er vom Herzog von Bourbon die Herrschaft Veauche in Forez. Sein letzter Feldzug fand 1449 gegen die Engländer statt.
Gilbert Motier de La Fayette war Seigneur de La Fayette, Ayes, Pontgibaud, Nébouzac, Saint-Romain, Monteil-Gelat et de Champestières (en partie).

## Ehen und Familie
Er heiratete in erster Ehe Dauphine de Montroignon und in zweiter Ehe am 15. Januar 1423 auf Burg Bouthéon (in Andrézieux-Bouthéon) Jeanne de Joyeuse, Tochter von Randon II., Seigneur de Joyeuse, und Catherine Aubert, Dame de Monteil-Gelat et de Roche-d‘Agout. Aus seiner zweiten Ehe bekam er neun Kinder:
- Charles, Seigneur de La Fayette, Maubec, Pontgibault, Nebouzac et Bourgnon, Conseiller et Chambellan du Roi; ⚭ Catherine Cholet, Tochter von Pierre Cholet, Seigneur d’Auterive
- Antoine († nach 1488) Seigneur de Bouthéon, de Veauche et de Goutenourouze; ⚭ (1) Louise, Erbin von Montboissier, Tochter von Jean, Seigneur de Montboissier, und Catherine de Chalençon, dite de Chassagnols; ⚭ (2) Catherine de Murol; ⚭ (3) 11. Juli 1482 Anne d’Aubière, Dame de Saint-Germain-des-Fossés, de La Faye, de Moissac aux Cevennes, de Bort, de la Tour-d’Anval et de Maubec, Tochter von Annet, Seigneur d’Aubière, und Dauphine de Murol
- Gilbert (IV.) († vor 1527), Seigneur de Saint-Romain, de Pont-Gibault, de Roche d’Agoult, de Monteil-Gelat, de Goutenoutouze, d’Hautefeuille, de Jaligny, de Treteaux et de Ponsat; ⚭ 1473 Isabeau de Polignac, Tochter von Guillaume, dit Armand, Vicomte de Polignac, und Amédée de Saluces-Cardé, 1527 Witwe (Haus Polignac)
- Jean († 23. August 1490 auf Burg Condrieu), Kanoniker an Saint-Jean de Lyon
- Louis, Johanniterordensritter
- Catherine, 1477 Witwe, 1481 bezeugt; ⚭ Hugues de Chovigny, Seigneur de Blot, Seneschall von Auvergne
- Louise, 1467 Witwe; ⚭ Jean de La Roche, Seigneur de Torniel et de Miremont
- Anne, 1498 Witwe; ⚭ 26. Juni 1448 François-Louis de Maubec, Seigneur de Montlaur, de Maubec et de la Roche-des-Esparres, Sohn von Hugues, Baron de Maubec, und Jeanne de Montlaur
- Jeanne, 1446 im Testament ihres Vaters erwähnt

Gilbert Motier de La Fayette starb am 23. Februar wohl 1463 und wurde in der Abtei La Chaise-Dieu bestattet.